# Nemesia Achacollo
Nemesia Achacollo Tola (Villa Yapacaní, Santa Cruz, Bolivia; 18 de julio de 1967) es una dirigente sindical y política boliviana que ocupó el alto cargo de ministra de Desarrollo Rural y Tierras de Bolivia desde el 23 de enero de 2010 hasta el 31 de agosto de 2015 durante el segundo y tercer gobierno del presidente Evo Morales Ayma A su vez, Achacollo fue también la presidenta de la Confederación Nacional de Mujeres Campesinas Indígenas originarias de Bolivia Bartolina Sisa.
En enero de 2010, el presidente Evo Morales la nombró ministra de Desarrollo Rural y Tierra tras una larga carrera de dirección sindical en su natal Santa Cruz.
Antes de su nacimiento, sus padres emigraron desde el departamento de Oruro a Villa Yapacaní, donde nació su hija.
Se convirtió en líder departamental de la Federación Bartolina Sisa de Santa Cruz en 2001, luego dirigente departamental del Movimiento al Socialismo, desde el 1 de mayo de 2003, y secretaria ejecutiva de la Federación Nacional Bartolina Sisa en 2004.
Achacollo fue acusada de haber cometido los delitos de incumplimiento de deberes y conducta antieconómica por el presunto desfalco de 170 millones de dólares en la construcción de obras “fantasmas” e inconclusas que fueron financiadas por el Fondioc.
Por ese caso se abrieron más de 80 juicios penales para hallar a los responsables de ese desfalco al fondo de desarrollo indígena.

## Algunas publicaciones
- Política y estrategia nacional de la quinua. Editor Ministerio de Desarrollo Rural y Tierras de Bolivia. 45 págs. (2010).
- «Nemesia Achacollo Tola: líder de la Organización de Mujeres Campesinas de Bolivia», artículo en Líderes Contemporáneos del Movimiento Campesino Indígena de Bolivia, n.º 5, edición ilustrada de CIPCA, 52 págs. ISBN 999058379X, 9789990583793 (2006).